# تپه رنگرز
تپه رنگرز مربوط به اواخر دوره ساسانیان و اوایل دوران‌های تاریخی پس از اسلام است و در شهرستان ازنا، بخش مرکزی، دهستان پاچه لک غربی، حدود ۱ کیلومتری جنوب روستای هشه بید واقع شده و این اثر در تاریخ ۲۸ اسفند ۱۳۸۵ با شمارهٔ ثبت ۱۸۲۸۴ به‌عنوان یکی از آثار ملی ایران به ثبت رسیده است.